# Понциниббио, Сантьяго
Сантья́го Понцини́ббио (исп. Santiago Ponzinibbio; род. 26 сентября 1986, Ла-Плата) — аргентинский боец смешанного стиля, представитель полусредней весовой категории. Выступает на профессиональном уровне начиная с 2008 года, известен прежде всего по участию в турнирах бойцовской организации UFC, участник бойцовского реалити-шоу The Ultimate Fighter.

## Биография
Сантьяго Понциниббио родился 26 сентября 1986 года в городе Ла-Плата провинции Буэнос-Айрес, Аргентина. Имеет итальянские корни, его бабушка с дедушкой по отцовской линии проживали на Сицилии.
В возрасте 13 лет начал заниматься кикбоксингом, позже заинтересовался ММА. Поскольку смешанные единоборства в то время не были распространены в Аргентине, Сантьяго переехал в бразильский город Флорианополис — здесь первое время проживал на пляже в палатке и вынужден был перебиваться случайными подработками. При этом он успевал посещать местные залы, освоил бразильское джиу-джитсу, получив в этой дисциплине чёрный пояс.

### Начало профессиональной карьеры
Дебютировал в смешанных единоборствах на профессиональном уровне в июле 2008 года, отправив своего соперника в нокаут в третьем раунде. Первое время выступал в небольших аргентинских промоушенах, затем дрался в различных бойцовских организациях Бразилии. Почти из всех поединков выходил победителем, единственное поражение потерпел в июле 2011 года — техническим нокаутом от бразильца Леонарду Мафры.

### The Ultimate Fighter
Имея в послужном списке 18 побед и только одно поражение, весной 2013 года Понциниббио попал в число участников второго бразильского сезона популярного реалити-шоу The Ultimate Fighter. Благополучно прошёл своего соперника на отборочном этапе и под вторым номером был выбран в команду Антониу Родригу Ногейры.
В последующих боях турнирной сетки взял верх над такими бойцами как Марсиу Сантус и Клейтон Дуарте. В полуфинале по очкам выиграл у Леонарду Сантуса, однако в этом бою получил перелом руки и вынужден был сняться с финала против Вилиама Макариу. Победа над Лаонарду Сантусом в полуфинале принесла Понциниббио награду за лучший бой сезона, тогда как его победа над Марсиу Сантусом была признана лучшим нокаутом сезона — таким образом боец получил два бонуса по 50 тыс. долларов.

### Ultimate Fighting Championship
Благодаря удачному выступлению на шоу TUF, Сантьяго Понциниббио получил возможность подписать контракт с крупнейшей бойцовской организацией мира Ultimate Fighting Championship, тем не менее, его дебют в ноябре 2013 года оказался неудачным — последовало поражение единогласным решением судей от Райана Лафлейра.
В 2014 году ему в соперники назначались такие бойцы как Джордан Мейн, Илдемар Алкантара и Сержиу Мораис, однако по разным причинам эти бои срывались. В итоге оппонентом Понциниббио стал малоизвестный боец Вендел Оливейра, которого аргентинец нокаутировал в первом же раунде.
В 2015 году взял верх над Шоном Стриклендом и Андреасом Столем, но проиграл Лорензу Ларкину (в последнем случае заработал бонус за лучший бой вечера).
В 2016 году отметился победами над Кортом Макги и Заком Каммингсом.
В 2017 году одолел таких бойцов как Нордин Талеб, Гуннар Нельсон и Майк Перри. Понциниббио стал первым бойцом, кому удалось победить Гуннара Нельсона досрочно — за это он был награждён бонусом за лучшее выступление вечера. Нельсон, однако, пожаловался на тычок пальцем в глаз со стороны соперника в раннем обмене ударами, из-за которого у него весь бой двоилось в глазах. Аргентинец отверг обвинения в свой адрес, отметив, что не видел тычка на просмотренном видео. Понциниббио также отметил, что если тычок в глаз и был, то он был непреднамеренным.
На май 2018 года планировался бой против нигерийского проспекта Камару Усмана, однако Понциниббио получил травму и вынужден был сняться с турнира. В итоге следующий раз он вышел в октагон только в ноябре — в главном бою вечера на первом турнире UFC в Аргентине отправил в нокаут американца Нила Магни, заслужив при этом награду за лучшее выступление вечера. Эта победа позволила ему подняться до седьмой позиции в рейтинге полусредневесов UFC.

## Статистика в профессиональном ММА
| Боёв 40  | Побед 31 | Поражений 9 |
| -------- | -------- | ----------- |
| Нокаутом | 17       | 5           |
| Сдачей   | 6        | 0           |
| Решением | 8        | 4           |

| Результат | Рекорд | Соперник              | Способ                 | Турнир                                  | Дата             | Раунд | Время | Место                   | Примечание               |
| --------- | ------ | --------------------- | ---------------------- | --------------------------------------- | ---------------- | ----- | ----- | ----------------------- | ------------------------ |
| Поражение | 31-9   | Даниэль Родригез      | TKO (удары)            | UFC on ESPN: Сэндхэген vs. Фигейреду    | 3 мая 2025       | 3     | 1:12  | Де-Мойн, Айова, США     |                          |
| Победа    | 31-8   | Карлстон Харрис       | TKO (удары)            | UFC Fight Night: Дёрн vs. Рибас 2       | 11 января 2025   | 3     | 3:13  | Лас-Вегас, Невада, США  |                          |
| Поражение | 30-8   | Муслим Салихов        | Раздельное решение     | UFC on ESPN: Намаюнас vs. Кортес        | 13 июля 2024     | 3     | 5:00  | Денвер, Колорадо, США   |                          |
| Поражение | 30-7   | Кевин Холланд         | KO (удары)             | UFC 287                                 | 8 апреля 2023    | 3     | 3:16  | Майями, Флорида, США    |                          |
| Победа    | 30-6   | Алекс Мороно          | TKO (удары)            | UFC 282                                 | 10 декабря 2022  | 3     | 2:29  | Лас-Вегас, Невада, США  | «Выступление вечера» (3) |
| Поражение | 29-6   | Мишель Перейра        | Раздельное решение     | UFC Fight Night: Holm vs. Vieira        | 22 мая 2022      | 3     | 5:00  | Лас-Вегас, США          | «Лучший бой вечера» (3)  |
| Поражение | 29-5   | Джефф Нил             | Раздельное решение     | UFC 269                                 | 11 декабря 2021  | 3     | 5:00  | Лас-Вегас, США          |                          |
| Победа    | 29-4   | Мигель Баеса          | Единогласное решение   | UFC Fight Night: Rozenstruik vs. Sakai  | 5 июня 2021      | 3     | 5:00  | Лас-Вегас, США          | «Лучший бой вечера» (2)  |
| Поражение | 28-4   | Ли Цзинлян            | KO (удар рукой)        | UFC Fight Night: Холлоуэй vs. Каттар    | 16 января 2021   | 1     | 4:25  | Абу-Даби, ОАЭ           |                          |
| Победа    | 28-3   | Нил Магни             | KO (удар рукой)        | UFC Fight Night: Magny vs. Ponzinibbio  | 17 ноября 2018   | 4     | 2:36  | Буэнос-Айрес, Аргентина | «Выступление вечера» (2) |
| Победа    | 27-3   | Майк Перри            | Единогласное решение   | UFC on Fox: Lawler vs. dos Anjos        | 16 декабря 2017  | 3     | 5:00  | Виннипег, Канада        |                          |
| Победа    | 26-3   | Гуннар Нельсон        | KO (удары руками)      | UFC Fight Night: Nelson vs. Ponzinibbio | 16 июля 2017     | 1     | 1:22  | Глазго, Шотландия       | «Выступление вечера» (1) |
| Победа    | 25-3   | Нордин Талеб          | Единогласное решение   | UFC Fight Night: Lewis vs. Browne       | 19 февраля 2017  | 3     | 5:00  | Галифакс, Канада        |                          |
| Победа    | 24-3   | Зак Каммингс          | Единогласное решение   | UFC Fight Night: Rodríguez vs. Caceres  | 6 августа 2016   | 3     | 5:00  | Солт-Лейк-Сити, США     |                          |
| Победа    | 23-3   | Корт Макги            | TKO (удары руками)     | UFC on Fox: Teixeira vs. Evans          | 16 апреля 2016   | 1     | 4:15  | Тампа, США              |                          |
| Победа    | 22-3   | Андреас Столь         | TKO (удары руками)     | UFC Fight Night: Namajunas vs. VanZant  | 10 декабря 2015  | 1     | 4:25  | Лас-Вегас, США          |                          |
| Поражение | 21-3   | Лоренз Ларкин         | TKO (удары руками)     | UFC Fight Night: Machida vs. Romero     | 27 июня 2015     | 2     | 3:07  | Холливуд, США           | «Лучший бой вечера» (1)  |
| Победа    | 21-2   | Шон Стрикленд         | Единогласное решение   | UFC Fight Night: Bigfoot vs. Mir        | 22 февраля 2015  | 3     | 5:00  | Порту-Алегри, Бразилия  |                          |
| Победа    | 20-2   | Вендел Оливейра       | KO (удары руками)      | UFC Fight Night: Bigfoot vs. Arlovski   | 13 сентября 2014 | 1     | 1:20  | Бразилиа, Бразилия      |                          |
| Поражение | 19-2   | Райан Лафлейр         | Единогласное решение   | UFC Fight Night: Belfort vs. Henderson  | 9 ноября 2013    | 3     | 5:00  | Гояния, Бразилия        |                          |
| Победа    | 19-1   | Клейтон Дуарте        | Сдача (гильотина)      | Sao Jose Super Fight 2                  | 9 июня 2012      | 1     | 2:38  | Сан-Жозе, Бразилия      |                          |
| Победа    | 18-1   | Себастьян Видаль      | TKO (удары руками)     | Insano Empalux — Grand Prix             | 2 марта 2012     | 1     | 2:12  | Сан-Жозе, Бразилия      |                          |
| Победа    | 17-1   | Диего Виейра          | Сдача (рычаг локтя)    | Insano Empalux — Grand Prix             | 2 марта 2012     | 1     | 1:59  | Сан-Жозе, Бразилия      |                          |
| Победа    | 16-1   | Себастьян же Оливейра | TKO (отказ)            | Monster Black Combat                    | 12 декабря 2011  | 2     | 5:00  | Риу-Гранди, Бразилия    |                          |
| Победа    | 15-1   | Уильям Диас           | TKO (удары руками)     | Sao Jose Super Fight 2                  | 1 октября 2011   | 1     | 2:00  | Сан-Жозе, Бразилия      |                          |
| Победа    | 14-1   | Себастьян де Оливейра | TKO (травма колена)    | Nitrix Champion Fight 8                 | 17 сентября 2011 | 1     | 1:30  | Жоинвили, Бразилия      |                          |
| Победа    | 13-1   | Дейвил Сантус         | KO (ногой в голову)    | Nitrix Champion Fight 8                 | 17 сентября 2011 | 3     | 0:15  | Жоинвили, Бразилия      |                          |
| Победа    | 12-1   | Лукас Насименту       | TKO (колено)           | Nitrix Champion Fight 8                 | 17 сентября 2011 | 1     | 1:30  | Жоинвили, Бразилия      |                          |
| Поражение | 11-1   | Леонарду Мафра        | TKO (удары руками)     | Centurion Mixed Martial Arts 2          | 9 июля 2011      | 1     | 3:17  | Итажаи, Бразилия        |                          |
| Победа    | 11-0   | Жеверсон Перейра      | Сдача (удушение)       | Brazilian Fight League 9                | 6 ноября 2010    | 1     | 0:00  | Куритиба, Бразилия      |                          |
| Победа    | 10-0   | Юри Фрага             | Единогласное решение   | Amazon Fight 5                          | 10 октября 2010  | 3     | 5:00  | Белен, Бразилия         |                          |
| Победа    | 9-0    | Фелипи Сантус         | TKO (удары руками)     | Expo Fighting Championship              | 21 августа 2010  | 1     | 4:25  | Сорокаба, Бразилия      |                          |
| Победа    | 8-0    | Энрике Инсету         | TKO (удары руками)     | Hero Kombat                             | 24 апреля 2010   | 2     | 4:53  | Сан-Себастьян, Бразилия |                          |
| Победа    | 7-0    | Эзекиель Риччи        | Единогласное решение   | Real Fights 7                           | 27 марта 2010    | 3     | 5:00  | Буэнос-Айрес, Аргентина |                          |
| Победа    | 6-0    | Андрес Хименес        | Сдача (удушение сзади) | Argentina Fighting Championships        | 27 декабря 2009  | 1     | 3:12  | Буэнос-Айрес, Аргентина |                          |
| Победа    | 5-0    | Диего Лопес           | Сдача (гильотина)      | Explosion Fight Night                   | 1 ноября 2009    | 1     | 2:31  | Буэнос-Айрес, Аргентина |                          |
| Победа    | 4-0    | Матиас Соса           | Сдача (кимура)         | Real Fights 6                           | 27 сентября 2009 | 1     | 0:00  | Буэнос-Айрес, Аргентина |                          |
| Победа    | 3-0    | Эмилиано Кандау       | TKO (удары руками)     | Cupide del MMA 2                        | 7 ноября 2008    | 2     | 3:12  | Санта-Фе, Аргентина     |                          |
| Победа    | 2-0    | Лукас Фунес           | Сдача (удушение сзади) | Cupide del MMA 1                        | 5 октября 2009   | 1     | 1:30  | Санта-Фе, Аргентина     |                          |
| Победа    | 1-0    | Гастон Микуччи        | KO (ногой в голову)    | Copa Desafio                            | 19 июля 2008     | 3     | 3:13  | Буэнос-Айрес, Аргентина |                          |